# Joe Ruklick
Joseph Wayne Ruklick dit Joe Ruklick (né le 3 août 1938 à Chicago, dans l'Illinois et mort le 17 septembre 2020 à Morton Grove, dans l'Illinois) était un ancien joueur américain de basket-ball.

## Biographie

### Jeunesse
Ruklick est né à Chicago, mais il déménagea dans un orphelinat à Princeton, dans l'Illinois, après que sa mère a été diagnostiquée comme ayant la tuberculose quand il avait 11 ans. Il a joué à Princeton High School, menant l'équipe à des tournois d'état consécutifs en 1954 et 1955.

### Carrière universitaire
Ruklick fréquenta la Northwestern University à Evanston, Illinois. Il joua trois saisons avec les Wildcats, menant l'équipe à la fois en marquant et en rebondissant chaque année. Ruklick recueillit en moyenne 23 points et 13 rebonds en tant que senior en 1958–59, quand il fut nommé dans la troisième équipe All-American par l'Associated Press et l'Association nationale des entraîneurs de basket-ball. Il termina avec des moyennes de carrière de 19,9 points et 13,2 rebonds par match.
Ruklick défendit sur Wilt Chamberlain dans son premier match collégial contre les Jayhawks du Kansas en 1956. Chamberlain marqua 52 points et prit 31 rebonds, et son total de pointage reste un record de jeu unique de l'Université du Kansas. Ruklick contra avec 22 points mais commit une faute technique à 9,30 min de la fin du match. "Je l'ai tenu à 52 points", plaisanta Ruklick en 2002.  

### Carrière NBA
Ruklick fut sélectionné en par les Warriors de Philadelphie en 9e position de la draft 1959 de la NBA. Dans le match de 100 points de son coéquipier Wilt Chamberlain, il joua huit minutes. Tard dans le match, après que Chamberlain ait déjà marqué 100 points, Ruklick rata deux lancers francs, déclarant ensuite qu'il avait intentionnellement manqué le deuxième lancer dans l'espoir que Chamberlain pourrait le rebondir et inscrire 102 points.
Après la troisième saison de Ruklick avec les Warriors, l'équipe déménagea à San Francisco. Moyennant seulement 3,5 points et huit minutes par match dans sa carrière en tant que sauvegarde de Chamberlain, il demanda à être échangé afin de jouer plus. Cependant, l'équipe refusa. Selon Ruklick, le propriétaire Eddie Gottlieb lui a dit: "Nous avons besoin de vous l'année prochaine. Les fans n'achèteront pas de billets si nous avons trop de nègres." Ruklick quitta l'équipe sur des objections morales.

### Vie privée
Après sa carrière en NBA, Ruklick travailla dans la banque d'investissement. Il reçut un diplôme d'études supérieures de la Medill School of Journalism de l'Université Northwestern à l'âge de 50 ans. Il travailla dans des journaux comprenant le Galesburg Register-Mail et plus tard le Chicago Defender, où il était le seul blanc parmi la rédaction de 22 personnes du journal afro-américain. 
Ruklick vivait à Evanston et assistait fréquemment à des matchs de Northwestern tout en faisant des reportages pour Aurora Voice . Il est décédé de causes naturelles à 82 ans le 17 septembre 2020.